# Saint-Jammes
Saint-Jammes is een gemeente in het Franse departement Pyrénées-Atlantiques (regio Nouvelle-Aquitaine) en telt 583 inwoners (1999). De plaats maakt deel uit van het arrondissement Pau.

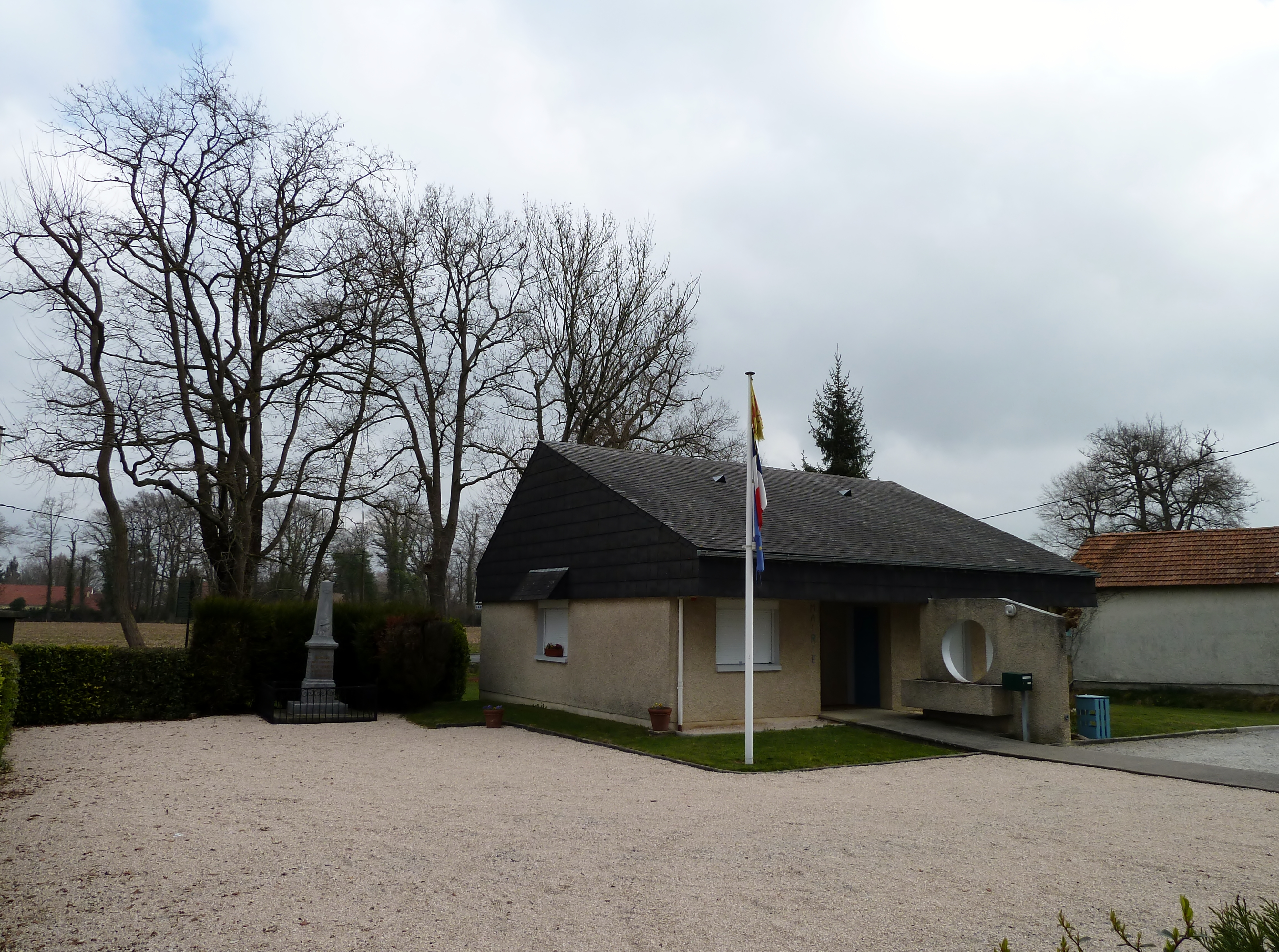
Saint - Jammes city hall

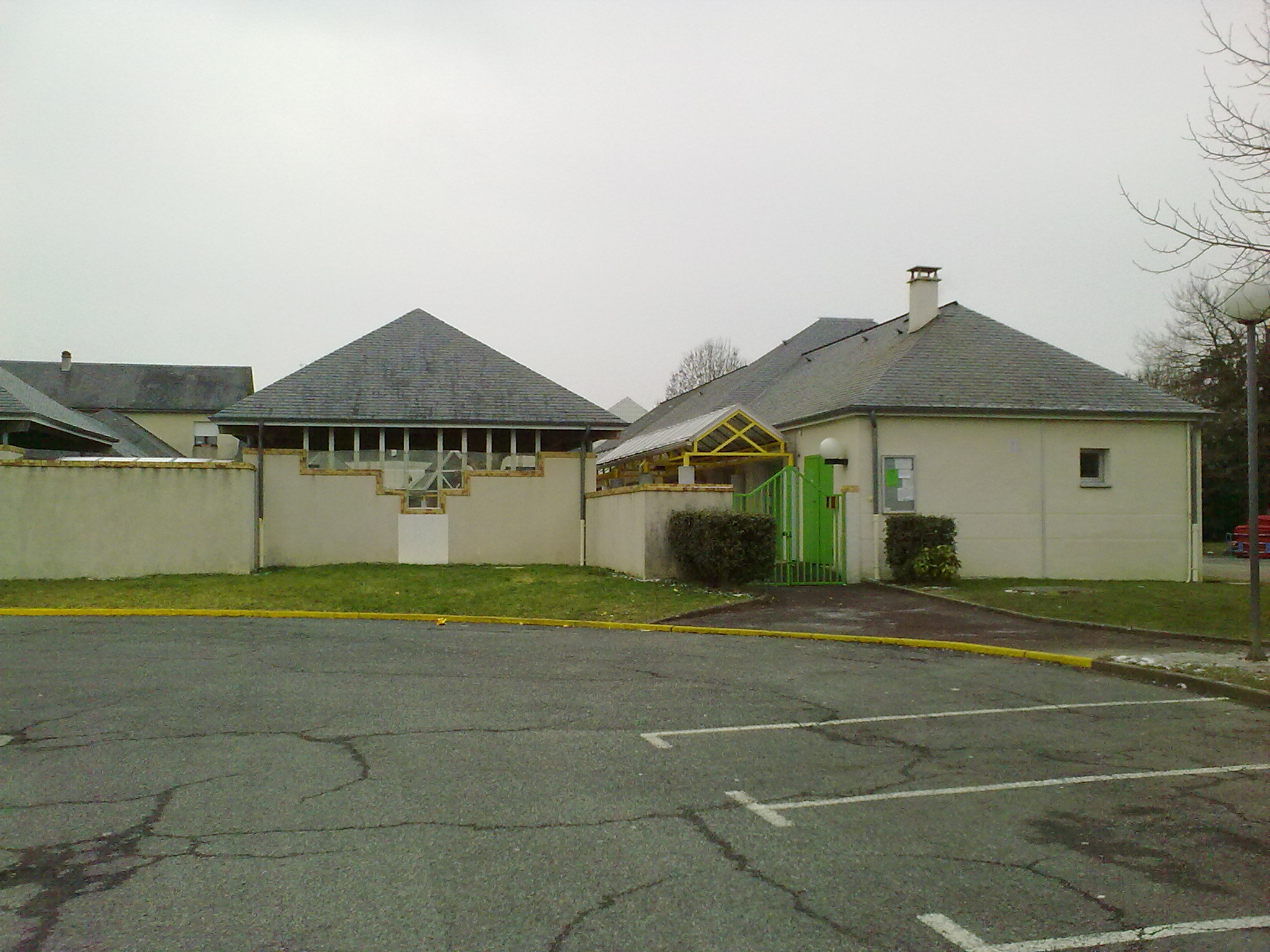
Saint - Jammes public school

## Geografie
De oppervlakte van Saint-Jammes bedraagt 4,0 km², de bevolkingsdichtheid is 145,8 inwoners per km².
De onderstaande kaart toont de ligging van Saint-Jammes met de belangrijkste infrastructuur en aangrenzende gemeenten.

## Demografie
Onderstaande figuur toont het verloop van het inwonertal (bron: INSEE-tellingen).